# 天主教布卡武總教區
天主教布卡武總教區（拉丁語：Archidioecesis Bukavuensis）是羅馬天主教以剛果民主共和國一個教省總教區，位於南基伍省北部。下轄五個教區。
2012年有教友1,050,000人，佔轄區總人口52.2%。教區下轄三十五個堂區，有235名司鐸。現任教區總主教為方濟各·沙勿略·馬羅伊·魯桑戈。
1904年3月18日成立上開賽宗座監牧區。1917年6月13日升為宗座代牧區。1959年11月10日升為總教區。1972年6月14日易名至今。